# 菅野詩朗
菅野 詩朗（すがの しろう、1952年9月1日 - ）は、フリーアナウンサーで、文化放送の元アナウンサー。TCPアーティストおよびフジ・メディア・テクノロジー（旧東京フイルム・メート）に所属。北海道札幌市北区 出身。

## 来歴・人物
札幌光星高等学校、東海大学文学部広報学科卒業後、1975年、文化放送にアナウンサーとして入社（同期に小俣雅子など）。スポーツアナウンサーとして、「大相撲熱戦十番」「ライオンズナイター」「ホームランナイター」、オリンピック中継などを担当。1998年、スポーツ部ディレクターに異動。その後アナウンサーに復帰したが、箱根駅伝中継のレポートや年1回放送の「日本大相撲トーナメント」の総合司会などを除いて、スポーツ関連以外の番組を担当することが多かった。
2006年4月から2007年3月までの1年間、劇団ふるさときゃらばんに於いて、ミュージカル俳優としての修業を経験。同局の関連会社である「文化放送開発センター」が主催する「ミュージカル体験塾」事業の一環として行なわれた。
ミュージカル修業終了後の2007年5月22日、「ライオンズナイター」（西武ライオンズ対横浜ベイスターズ戦）の実況を担当。ナイター中継の実況は、実に9年ぶりであった。これ以後、ナイター中継の実況に本格復帰。
同年7月の人事異動で、同局の編成局スポーツ部部長に就任。以後、部長職とアナウンサーを兼務。編成局スポーツ部はその後、報道制作部と統合。2010年12月より、編成局 報道スポーツ制作部に改称された。
2012年9月末をもって文化放送を定年退職。同年9月4日の「ライオンズナイター」の西武対ソフトバンク戦が最後の実況となり、試合終了後のスタジオに1歳年下の福井謙二（当時、フジテレビアナウンサー）から直筆で退職をねぎらうファックスが送られた。
なお、2013年度もフリーアナウンサーとして、文化放送製作のプロ野球中継に引き続き出演することになった（放送上の名義は「文化放送の菅野詩朗アナウンサー」）。ただし原則として、NRNナイターとして放送される土曜・日曜と、西武戦ナイター以外の月曜（主にNRN系列局の裏送り分、いずれもデーゲームを含む）、および2018年以降の平日の他局向け裏送りのみの担当となる。平日の「ライオンズナイター」は担当しない代わりに、同番組OBという立場で、中継カードの無い場合に放送される「ライオンズナイターSET UP!!」で冠コーナー（2013年度は「菅野獅子朗 オレのレオ」、2014年度は「菅の海詩朗・名力士列伝」）を担当している。
文化放送以外の番組では、テレ朝チャンネル2「プロ野球完全中継 全力!ライオンズ」や、J SPORTSの柔道中継、フジテレビONEの「プロ野球ニュース」のキャスターで実況も務める。

## 出演番組

### 文化放送在籍時の出演番組
- スポーツ中継（文化放送ライオンズナイター、文化放送ホームランナイター、日本大相撲トーナメント等）
- オフですが、はっきりいってライオンズびいきです[1]
- 大相撲熱戦十番
- くにまるワイド ごぜんさま〜（金曜コーナー「クイズ!だいぶショック!?」進行）
- BBQR「世界のチャイナタウンコレクション」
- 玉川美沙 たまなび（「なるほど番長」→「たまなび学園」隔週月曜コメンテーター）
- 菅野しろうのアナログ情報バラエティ　しろバラ（2010年10月5日～2011年3月31日）
- 朗読文庫（ナイターオフ　不定期放送）

　 
文化放送の番組に於いて、タイトルコールを担当する事が多い。
- 日野ミッドナイトグラフィティ 走れ!歌謡曲（「ドライバーズ・パラダイス」タイトルコール）
- こちら浜松町駅前文化放送スポーツ部

### フリー後の出演番組
- プロ野球ニュース（フジテレビONE）
- 文化放送制作のプロ野球中継（他局向けに裏送りとなるものに限定）
- 東京箱根間往復大学駅伝競走実況中継（中継所・通過ポイント実況）
- ライオンズナイターSET UP!!（「菅野獅子朗 オレのレオ」→「菅の海詩朗・名力士列伝」担当）
- 吉田照美 飛べ! サルバドール（2013年9月9日、夏季休暇中の吉田照美のピンチヒッター）
- プロ野球完全中継 全力!ライオンズ（テレ朝チャンネル2）
- TVSライオンズアワー（テレビ埼玉）
- 都市対抗野球大会（2014年、ラジオ実況。岐阜放送（7月24日）・おおたコミュニティ放送（7月28・29日））
- FOX SPORTS ジャパンBASEBALL CENTER（福岡ソフトバンクホークス主催試合実況、2015年 - ）
- J SPORTS STADIUM（J SPORTS）（東北楽天ゴールデンイーグルス主催試合実況、2015年 )
- 侍プロ野球（TBSニュースバード）、BS12 プロ野球中継（TwellV）、（千葉ロッテマリーンズ主催試合実況、2015年）
- EAGLES BASEBALL GAME SHOW（Rakuten.FM TOHOKU）（東北楽天ゴールデンイーグルス主催試合実況、2015年8月-）
- LIONS BASEBALL L!VE（フジテレビTWO）
- ニコニコプロ野球チャンネル（横浜DeNAベイスターズ主催試合）

## エピソード
- 過去『ライオンズナイター』『ホームランナイター』の実況をしていた頃は、担架で運ばれた選手に対して「ヘルメットで運ばれた」と言う・マウンドを「土俵」と言う・「3対3、逆転、2点リードです」・実況アナとベンチレポータであった自分の名前を間違える・「ワンナウト、ランナー一塁二塁」と言うところ「ワンナウト、ランナーいちじるしい」と言う・デッドボールの際に「ボールが肉にぶつかった」など、数々の珍実況・迷実況を連発しており、NG集だけを集めたCDが文化放送に存在する[4][5][6]。
- 同局アナウンサーの野村邦丸（本名:野村邦夫）の名付け親でもある。逆に、邦丸から「くにまるワイド ごぜんさま〜」において「パスカル菅野」と呼ばれていた。また、かつてのマイクネームは「ダイナマイト菅野」であった。また、生前の本人が驚いたというほど、顔はジャンボ鶴田に似ており「ジャンボ小鶴田」というニックネームもあった。
- 作家の佐野正幸は高校時代の同級生であり、かつてナゴヤ球場で近鉄 - 西武戦の試合で実況を担当した時には、試合後に、一緒に飲みに出ることも多かったという。